# Chinesischstämmige Thailänder

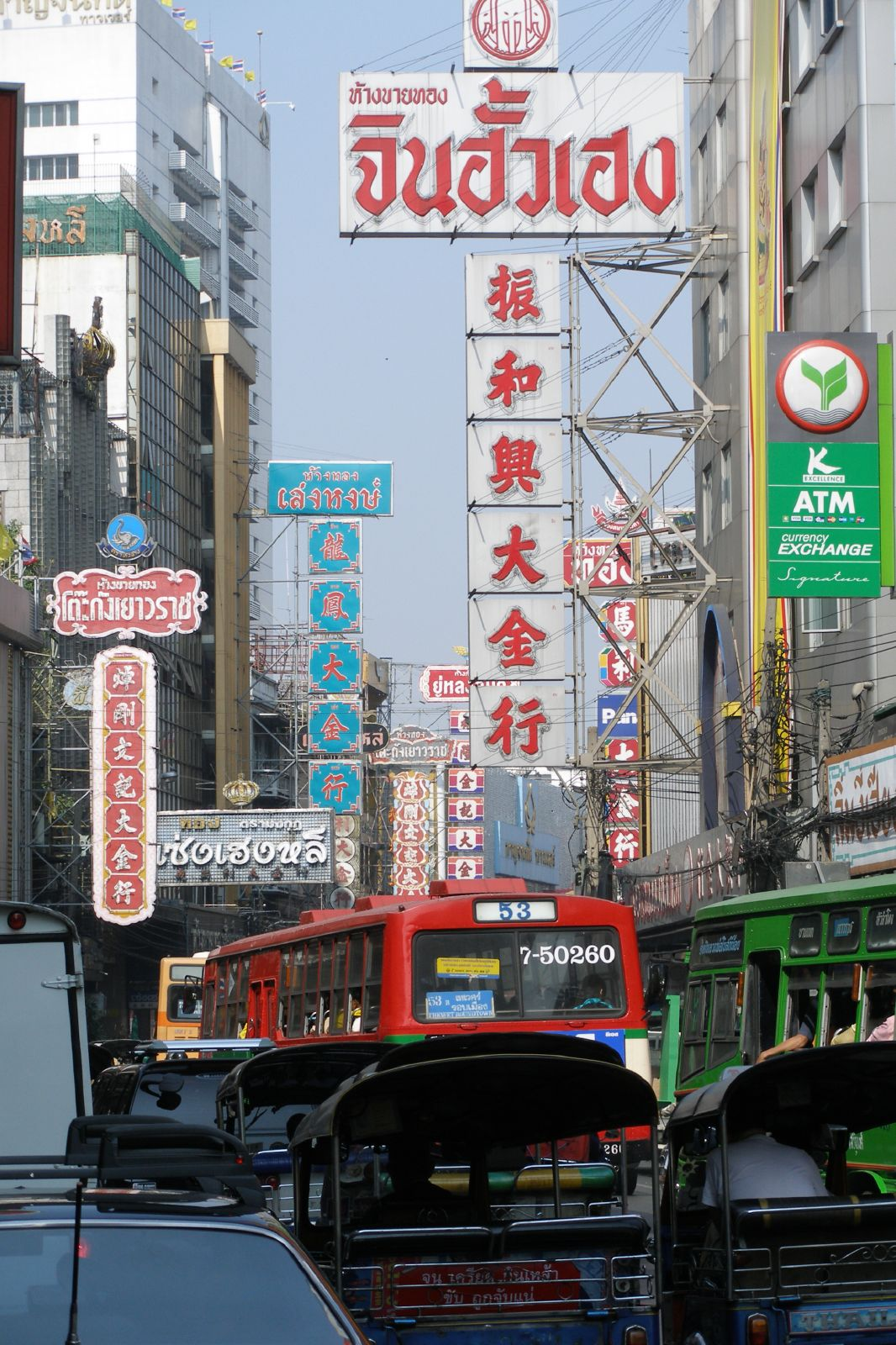
Zweisprachige Beschilderung in der Yaowarat-Straße, Bangkok

Chinesischstämmige Thailänder oder Sinothailänder (thailändisch ชาวไทยเชื้อสายจีน), das heißt thailändische Staatsbürger Han-chinesischer Abstammung, sind die größte ethnische Minderheit in Thailand. Sie sind eine der größten auslandschinesischen Gemeinschaften Südostasiens und gelten als die am besten integrierte und am stärksten assimilierte.
Mit der Thaiisierung gelang oftmals die Assimilation von Chinesen in die Mehrheitsbevölkerung; aber auch aufgrund der Heirat von Chinesen mit ethnischen Thai lässt sich die Zahl der chinesischstämmigen Thailänder nicht genau beziffern. Schätzungsweise 14 % der Thailänder sind zu einem wesentlichen Teil chinesischer Abstammung. Zwischen 20 % und 40 % der Bevölkerung haben zumindest zum Teil chinesische Vorfahren. Besonders hoch ist der Anteil der chinesischstämmigen Bevölkerung in Bangkok (am präsentesten im „Chinesenviertel“ um die Yaowarat-Straße im Bezirk Samphanthawong) und anderen größeren Städten Zentral- und Südthailands.
Nur ein Teil davon identifiziert sich selbst noch als Chinesen, viele sind sich einer doppelten Thai-chinesischen Identität bewusst, die meisten identifizieren sich jedoch überwiegend als Thai. Bei der Volkszählung im Jahr 2000 gaben nur noch 231.350 Menschen an, Chinesisch (Hochchinesisch bzw. einen der südchinesischen Dialekte Teochew, Hokkien, Hainanesisch, Kantonesisch oder Hakka) als Muttersprache zu sprechen. Für assimilierte Chinesischstämmige der zweiten oder dritten Generation ist es in erster Linie eine persönliche Entscheidung, ob sie sich als ethnische Chinesen oder als Thai identifizieren.

## Religion

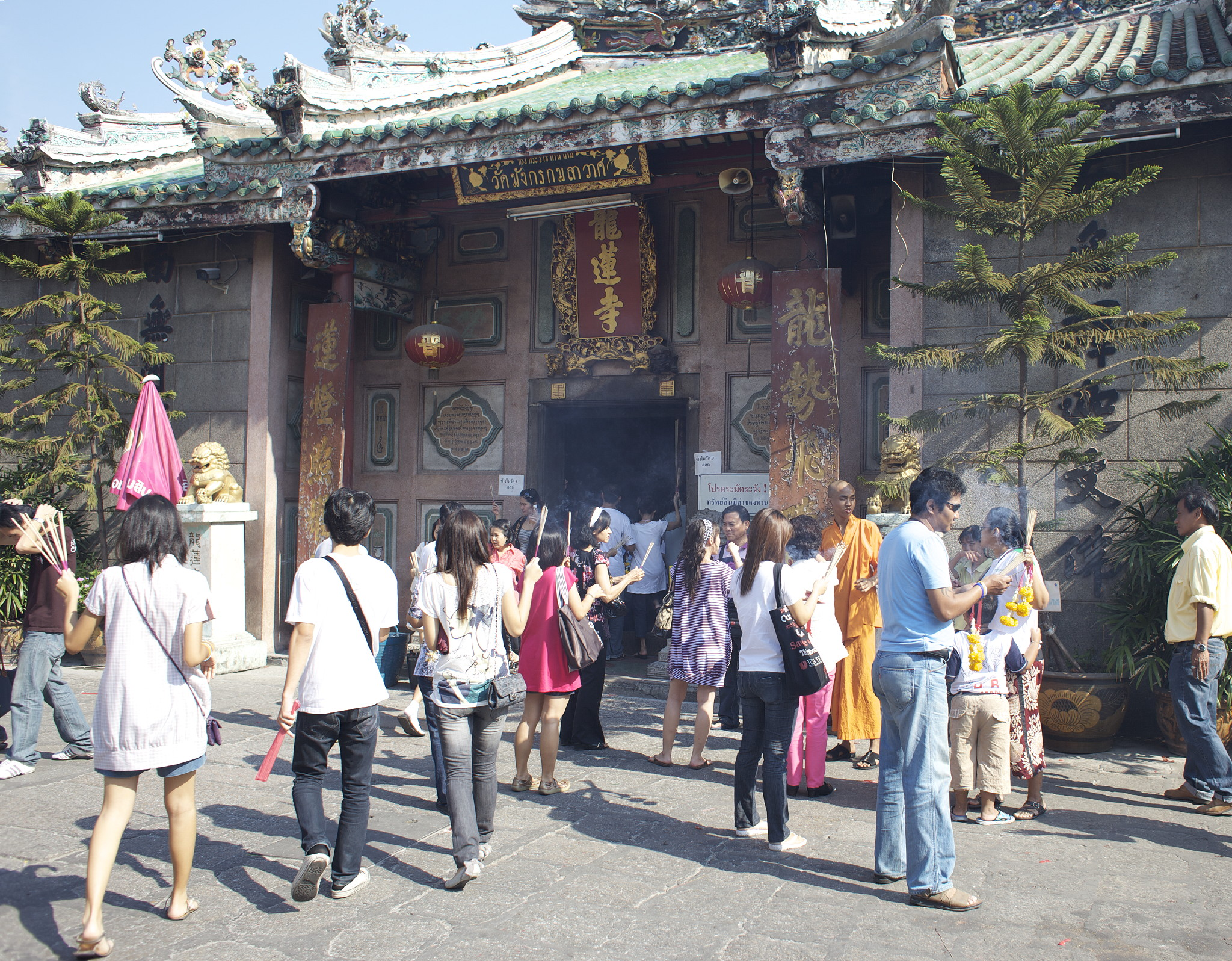
Besucher vor dem „chinesischen“ Tempel Wat Mangkon Kamalawat

Wie die Mehrheitsbevölkerung sind auch die chinesischstämmigen Thailänder zum ganz überwiegenden Teil, zumindest nominell, Theravada-Buddhisten. Ähnlich wie die Thai verbinden aber auch viele Chinesischstämmige diese offizielle Religion mit Elementen des chinesischen Volksglaubens, der Ahnenverehrung und des Mahayana-Buddhismus, ohne hierin einen Widerspruch zu sehen. Es gibt eine Vielzahl „chinesischer“ Tempel, die hauptsächlich von chinesischstämmigen Gläubigen aufgesucht werden.

## Einfluss auf Kultur und Gesellschaft Thailands

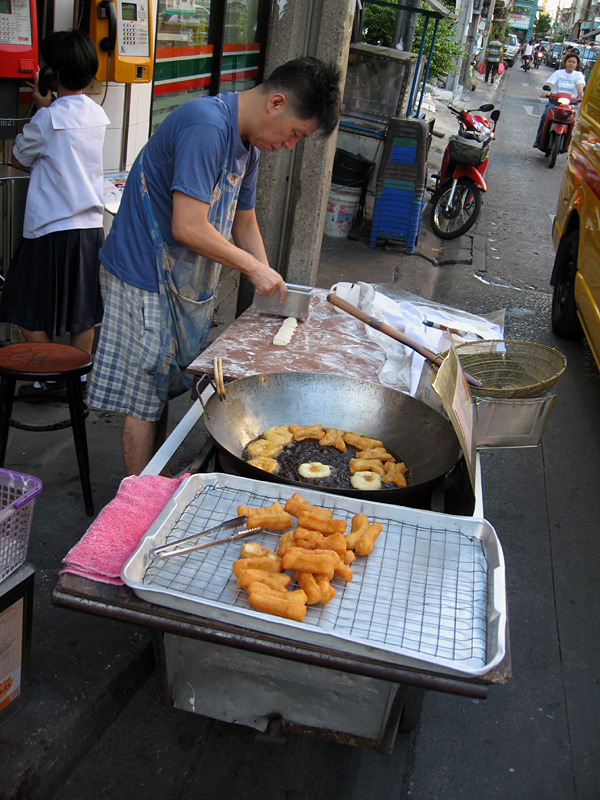
Straßenhändler bereitet chinesisches Schmalzgebäck (Youtiao=Pa Thong Ko) zu

Elemente chinesischer Kultur, wie Astrologie und Numerologie, haben Eingang in die Mehrheitskultur gefunden. Bestimmte Gerichte der südchinesischen Küche (z. B. Dim Sum, Siopao=Salapao, Kuai Tiao-Nudelsuppen) sind inzwischen landesweit verbreitet. Vokabeln aus dem Chinesischen (bzw. vor allem aus dem Teochew-Dialekt) haben zunächst Eingang in den Bangkoker Dialekt und dann ins Standard-Thailändische gefunden, insbesondere Begriffe aus dem Glücksspiel (traditionell ein faktisches „Monopol“ der chinesischen Bevölkerungsgruppe) und Bezeichnungen von Lebensmitteln und Gerichten. Insbesondere in Bangkok und anderen größeren Städten mit einer nennenswerten chinesischstämmigen Gemeinschaft werden chinesische Feste öffentlich begangen, namentlich das chinesische Neujahrsfest und das Fest der neun Kaisergötter („vegetarisches Fest“).
Die chinesischstämmigen Thailänder haben einen großen Einfluss auf das wirtschaftliche, politische und kulturelle Leben des Landes. Fast alle bedeutenden Unternehmer, die meisten Ministerpräsidenten seit 1932 und viele Akademiker sind ethnische Chinesen oder haben chinesische Vorfahren.

## Geschichte

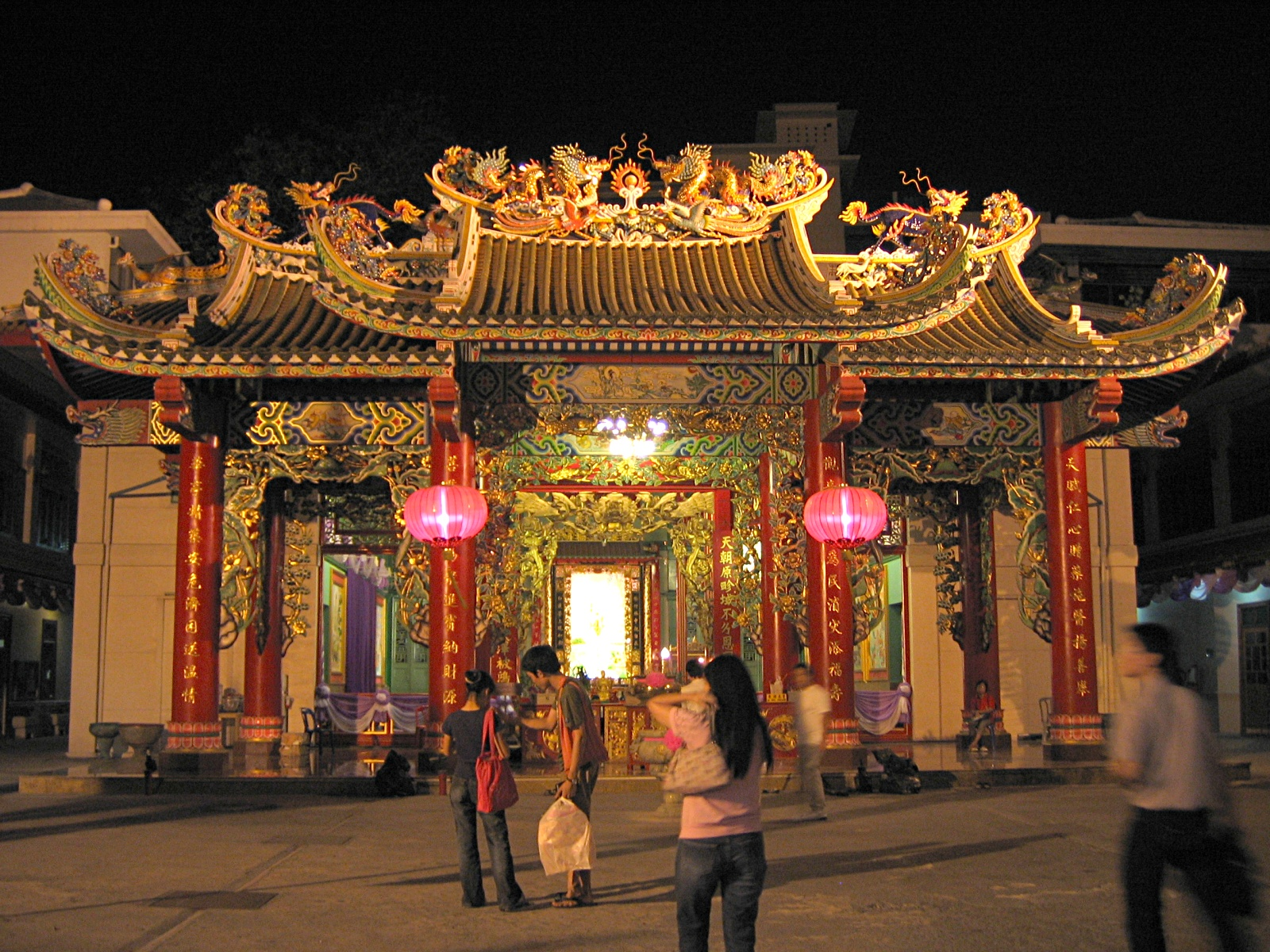
Dekorierter Schrein der Thian-Fa-Stiftung zum chinesischen Neujahrsfest

### Beginn der Immigration
Die Anwesenheit von Chinesen ist bereits für die Sukhothai-Zeit (13. Jahrhundert) dokumentiert. Nach einer der verschiedenen Legenden und Theorien über die Herkunft von U Thong, dem Gründer des siamesischen Königreichs Ayutthaya, soll dieser der Sohn eines chinesischen Kaufmanns gewesen sein. Ayutthaya und andere wichtige Städte des Reiches hatten Chinesenviertel, die Chinesen betätigten sich besonders oft als Kaufleute. Das Drei-Siegel-Gesetz aus der Ayutthaya-Zeit verbot Thais die Heirat oder eine außereheliche Beziehung mit Ausländern bei Todesstrafe. Die Ehe mit Chinesen war jedoch erlaubt. Möglicherweise sahen die siamesischen Herrscher sie nicht als Fremde an, weil Chinesen bereits seit Jahrhunderten in Siam ansässig waren und sie zumeist Buddhisten waren. Eine Thai-chinesische Ehe erforderte daher keinen Übertritt zu einer „fremden“ Religion wie Islam oder Christentum, die von siamesischen Herrschern als Bedrohung angesehen wurden.
König Taksin, der Siam nach dem Zusammenbruch Ayutthayas 1767 wieder einte und ein neues Reich mit der Hauptstadt Thonburi (heute ein Stadtteil Bangkoks) gründete, war der Sohn eines chinesischen Immigranten aus Chaozhou und einer Thai. Die Mutter seines Nachfolgers Rama I., des Begründers der bis heute amtierenden Chakri-Dynastie, war eine chinesische Kaufmannstochter. Er verlegte die Hauptstadt ins Zentrum des heutigen Bangkok, wo bis dahin eine Siedlung chinesischer Händler war. Auch die Königin Ramas II. (die Mutter Ramas IV.) war die Tochter eines reichen chinesischen Kaufmanns.

### Hochphase der Immigration im 19. und frühen 20. Jahrhundert
Die Vorfahren der meisten Chinesischstämmigen in Thailand sind jedoch seit Mitte des 18. Jahrhunderts eingewandert. Dabei kamen zunächst fast ausschließlich junge, alleinstehende Männer aus Südchina, die nach damaligem Recht ihre Familien nicht mitnehmen durften. Sie heirateten dann oftmals einheimische Thai-Frauen und kehrten nicht nach China zurück. Ihre Kinder (luk chin) wurden als Thai erzogen, die Assimilation war oft schon in der zweiten Generation komplett. Unter den ersten Königen der Chakri-Dynastie (ab 1782) bekamen Chinesischstämmige wichtige Positionen: Sie erhielten Handelsmonopole, wurden Hofgelehrte, Marinekommandeure und Provinzgouverneure, einige wurden sogar in den Adelsstand erhoben.
In der zweiten Hälfte des 19. Jahrhunderts nahm die Immigration aus China rapide zu. Wurde die chinesische Bevölkerungsgruppe 1825 auf 230.000 Menschen geschätzt, waren es 300.000 im Jahr 1850 und 792.000 im Jahr 1910. Der Bevölkerungsanteil stieg von unter 5 auf etwa 9,5 %. Sie waren zumeist vor der Armut und inneren Unruhen (Taiping-Aufstand) in Südchina geflohen. Über zwei Drittel siedelten sich in und um Bangkok und entlang der nördlichen Golfküste an. Sie arbeiteten oft als Lohnarbeiter am Hafen und in Reismühlen, auf Zuckerfeldern, in Obst- und Gemüsegärten, als Träger und Handelsgehilfen sowie als Bergarbeiter in Zinnminen. Oft waren ihre Arbeitgeber selbst Chinesen, aber etwas früher eingewandert und sozial bereits aufgestiegen. Auch die Regierung bevorzugte es zunehmend, Chinesen für die Arbeit an öffentlichen Bauprojekten zu bezahlen, statt Thai zur Pflichtarbeit heranzuziehen, weil diese oft unwillig und weniger produktiv arbeiteten.
Da sie ganz überwiegend in den größeren Städten siedelten und außerhalb des feudalen Systems der Frondienstpflichten (Sakdina) standen, also wirtschaftlich und sozial unabhängiger waren als die Thai, gelang ihnen oder ihren Kindern oft ein rascher sozialer Aufstieg. Überproportional viele Chinesen wurden Kaufleute, Beamte, Steuerpächter oder auch Ärzte. Einheimische Thai blieben dagegen überwiegend auf dem Land und betrieben Reisfeldbau. Die ambitionierteren unter ihnen strebten in den Staatsdienst oder das Mönchstum, aber kaum in die – ihnen fremden – großen Städte und marktwirtschaftlich geprägten Berufe. So waren es hauptsächlich Chinesen, die für die rapide wirtschaftliche und infrastrukturelle Modernisierung Siams im späten 19. und beginnenden 20. Jahrhundert verantwortlich waren. Der Bau von Kanälen, Eisenbahnstrecken, Straßen und Brücken, neuen Verwaltungs- und Geschäftsgebäuden sowie der Groß- und Außenhandel waren überwiegend in chinesischer Hand.

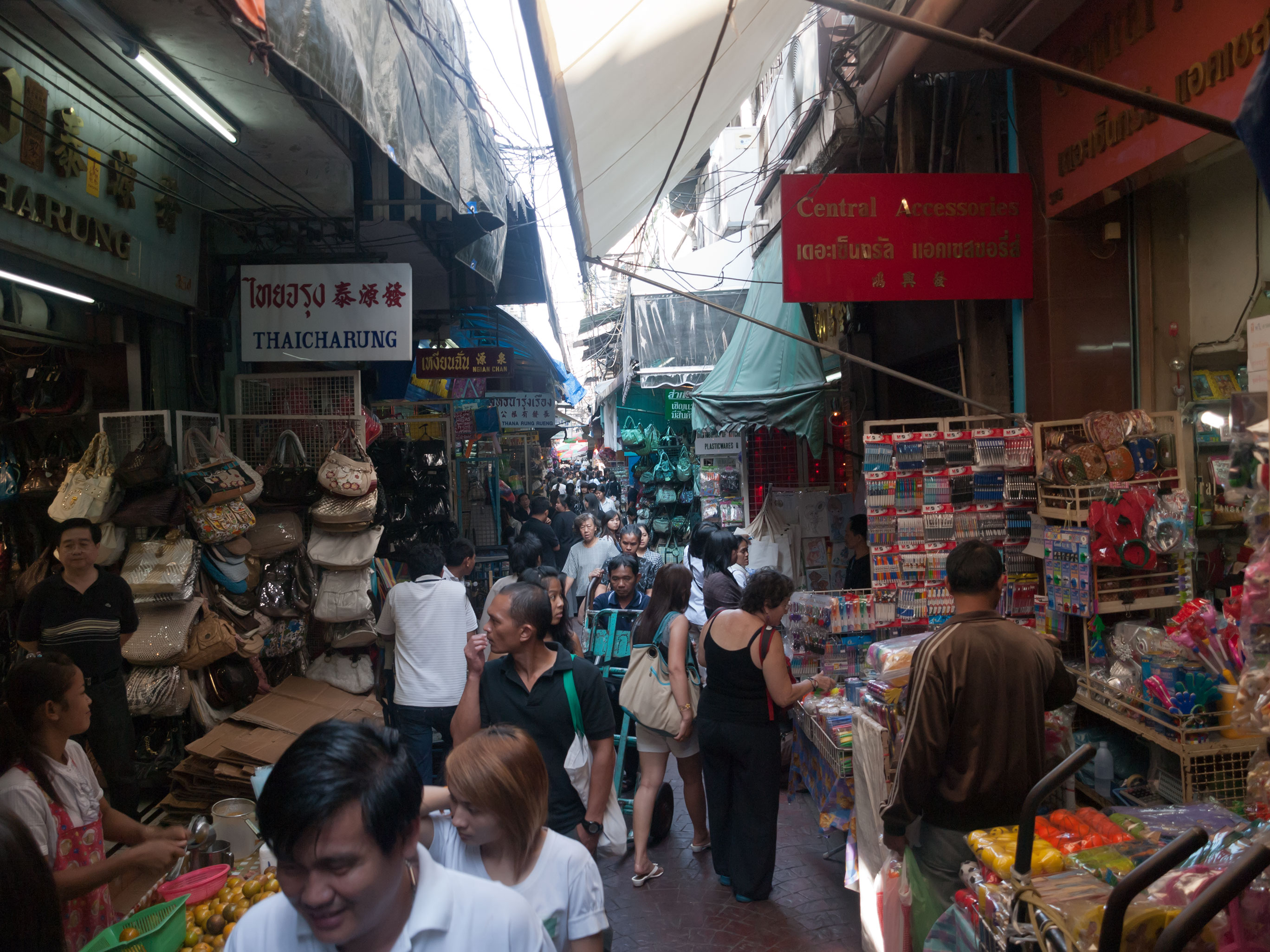
Soi Wanit 1, enge Marktgasse im „Chinesenviertel“ Sampheng (Bezirk Samphanthawong)

Die Assimilation der Chinesen nahm in der Zeit um 1900 merklich ab. Anders als zuvor kamen nun ganze Familien aus China nach Siam. Sie siedelten in separaten chinesischen Vierteln, wo sie häufiger unter sich blieben. Nicht nur im „Chinesenviertel“ Sampheng, sondern überhaupt in Bangkoker Geschäftskreisen diente der Teochew-Dialekt als Umgangssprache. Im Jahr 1908 kam es zu einem Streik der Chinesen in Bangkok, nachdem die Regierung die Kopfsteuer für chinesische Ausländer von 4,5 auf 6 Baht erhöht hatte. Chinesische Händler verkauften keine Konsumgüter mehr, drei Tage lang gab es in Bangkok praktisch keinen Reis und keine anderen Lebensmittel zu kaufen. Dieses Ereignis verschlechterte das Verhältnis zwischen Chinesen und Thai, von denen einige den Eindruck hatten, dass den Chinesen ein geringer Steuersatz wichtiger sei als Zusammenhalt und Loyalität.

### Antichinesische Ressentiments unter Rama VI.
Während der Herrschaft König Ramas VI. (Vajiravudhs; reg. 1910–1925) kamen dann antichinesische Ressentiments auf, am prominentesten verbreitet vom König selbst. Dies kann auch als Reaktion auf das verstärkte Nationalbewusstsein der Chinesen und die Xinhai-Revolution von 1911/12, die in China die Monarchie beendete, gesehen werden. In seinem Traktat „Die Juden des Ostens“ (1914) stempelte Vajiravudh die Chinesen als nicht anpassungsfähige, opportunistische, doppelzüngige, betrügerische, geheimniskrämerische, illoyale, den Mammon verehrende wirtschaftliche Schmarotzer ab. Auch seine Schrift „Die Klötze an unserem Wagen“ (1915) war von sinophoben Ressentiments geprägt. Die chinesische Minderheit mit ihrem großen wirtschaftlichen Einfluss war dem von Vajiravudh propagierten thailändischen Nationalbewusstsein und ökonomischen Nationalismus ein Hindernis.
Während der Herrschaft von Vajiravudhs Nachfolger Rama VII. (Prajadhipok, reg. 1925–35) blieb der Zustrom chinesischer Immigranten ungebremst. Allein im Jahr 1927/28 gab es 154.600 Einwanderer (es gingen aber jedes Jahr auch wieder zehntausende Chinesen zurück nach China, sodass die Nettozunahme von Chinesen in Thailand längst nicht so hoch war). Chinesisch-nationale Vereinigungen und Einrichtungen genossen völlige Freiheit. Die Zahl chinesischer Schulen in Thailand nahm zwischen 1925 und 1933 von 48 auf 271 zu. Chinesischsprachige Zeitungen verschiedener politischer Richtungen florierten. Auch bildeten sich chinesische Geheimgesellschaften. Politische Vereine sammelten in Siams chinesischer Gemeinschaft Mittel für die Unterstützung der Kuomintang in China.

### Antichinesische Politik unter Phibunsongkhram
In die Tat umgesetzt wurde das antichinesische Gedankengut erst nach dem Ende der absoluten Monarchie (1932) während der Herrschaft des 1938 bis 1944 regierenden, radikal nationalistischen Ministerpräsidenten Plaek Phibunsongkhram (Phibun). Seine Politik war auf wirtschaftliche Autarkie gerichtet und wollte Thailand (er veranlasste die Umbenennung Siams in Thailand) grundsätzlich von ausländischen Unternehmen unabhängig machen. Aber auch aufgrund des von ihm verfolgten Gedankens einer ethnisch homogenen Nation richtete er sich gegen die noch nicht assimilierten Chinesen. Ironischerweise war Phibun selbst teilweise chinesischer Abstammung. Im Rahmen der „Thaiisierung“ wurden die Einwohner chinesischer Abstammung gedrängt, ihre Familiennamen den thailändischen anzupassen.
Die Regierung gründete Staatsunternehmen, um das chinesische Kapital zurückzudrängen, wie z. B. die Thai Rice Co. Ltd., und stellte bestimmte Wirtschaftszweige unter Monopol. Dies brachte chinesische Händler und Produzenten in Schwierigkeiten oder sogar in den Konkurs. In den Jahren 1939 und 1940 wurde Chinesen die Betätigung in verschiedenen Gewerben und Berufen untersagt. Die Steuern auf Handelsgewinne wurden stark erhöht, was hauptsächlich chinesische Kaufleute betraf, die diesen Sektor dominierten. Durch den Wegfall der wirtschaftlichen Basis vieler chinesischer Geschäftsleute kam es zudem zur Zunahme von Schmuggel, Erpressung und der Verfolgung weiterer ungesetzlicher Einnahmequellen. Gerüchte von wuchernden chinesischen Kreditgebern und Überweisungen der in Thailand erwirtschafteten Gewinne nach China heizten die antichinesische Stimmung an. Im Zusammenhang mit der politischen Entwicklung in China nahm allerdings auch der chinesische Nationalismus unter den Immigranten in Thailand zu. Nach dem Beginn des Sino-Japanischen Krieges 1937 boykottierten Chinesen in Thailand japanische Produkte. Japan war für Thailand aber nicht nur als politischer Bündnis-, sondern auch als Handelspartner bedeutsam.
Die Polizei ging daher gegen chinesische Aktivisten und deren politische Tätigkeiten vor. Staatliche Stellen setzten chinesische Presseerzeugnisse und Schulen zunehmender Kontrolle aus. Nach offiziellen Inspektionen schlossen die Behörden bis Mitte 1939 25 chinesische Schulen. Die Polizei durchsuchte im August 1939 Bildungsinstitutionen, Redaktionen und Druckereien von chinesischen Zeitungen und verhaftete hunderte Personen, die teilweise später auch zu Haftstrafen verurteilt wurden. Phibuns Chefideologe Wichit Wichitwathakan (auch er war höchstwahrscheinlich selbst chinesischstämmig, verleugnete dies aber) überlegte öffentlich, die Judenpolitik der deutschen Nationalsozialisten auf die Chinesen in Thailand zu übertragen. Die aggressive antichinesische Stimmung und die erhöhte Registrierungsgebühr führte zu einem Rückgang der Einwandererzahlen, nachdem 1937/38 noch 60.000 Chinesen immigriert waren. Während vor allem Arbeiter und kleinere Geschäftsleute von der Diskriminierung betroffen waren, konnte die Vorherrschaft des chinesischen Großkapitals nicht gebrochen werden. Die Assimilation der Chinesischstämmigen in die thailändische Gesellschaft verstärkte sich aber. Während der Weltkriegsjahre 1941–45 war die Zahl der Einwanderer aus und Auswanderer nach China fast ausgeglichen. Nach 1945 nahm die Migration von China nach Thailand aber wieder stark zu.
Die Gründer der Kommunistischen Partei Thailands waren überwiegend ethnische Chinesen. Daher wurde der Kommunismus in Thailand in erster Linie als chinesisches Phänomen wahrgenommen. Antichinesische Ressentiments vermischten sich zunehmend mit antikommunistischen, vor allem nach dem Sieg der Kommunisten im Chinesischen Bürgerkrieg 1949. Thailands Chinesen standen im pauschalen Verdacht, als „fünfte Kolonne“ für das kommunistische China zu arbeiten. Nach einer vierjährigen Unterbrechung in der unmittelbaren Nachkriegszeit war Feldmarschall Phibun 1948 erneut an die Macht gekommen. Noch im selben Jahr reduzierte er die Quote der Chinesen, die pro Jahr nach Thailand kommen durften, von 10.000 (oftmals Bürgerkriegsflüchtlinge) auf 200. Im Jahr 1952 erklärte die Regierung, dass das Kontingent für Chinesen nun vollends erfüllt sei und gar keine Einwanderer mehr kommen dürften. Seither stagnierte die chinesische Gemeinschaft in Thailand, und es gibt heute nur noch wenige Immigranten der ersten Generation. Andererseits erlaubte Phibun unter bestimmten Umständen die Einbürgerung von Chinesen, um ihre Loyalität zu Thailand zu stärken und ihre Bindungen an China zu schwächen. Hunderte ethnischer Chinesen wurden 1952 wegen Kommunismusverdachts verhaftet. Im Verlauf der 1950er-Jahre näherten sich aber oft chinesischstämmige Geschäftsleute an Thai-Beamte oder -Militärs an, die in dieser Zeit Thailand politisch dominierten. Sie gingen informelle Allianzen zum beiderseitigen Vorteil ein: Während die chinesischen Geschäftsleute die Offiziellen finanziell unterstützten, protegierten diese sie politisch. Mit dem Staatsbürgerschaftsgesetz von 1956 wurde die Einbürgerung deutlich vereinfacht. Infolgedessen ging die Zahl chinesischer Staatsbürger in Thailand zwischen 1960 und 1970 von 410.000 zurück auf 311.000.

### Aufstieg chinesischstämmiger Unternehmer und Politiker

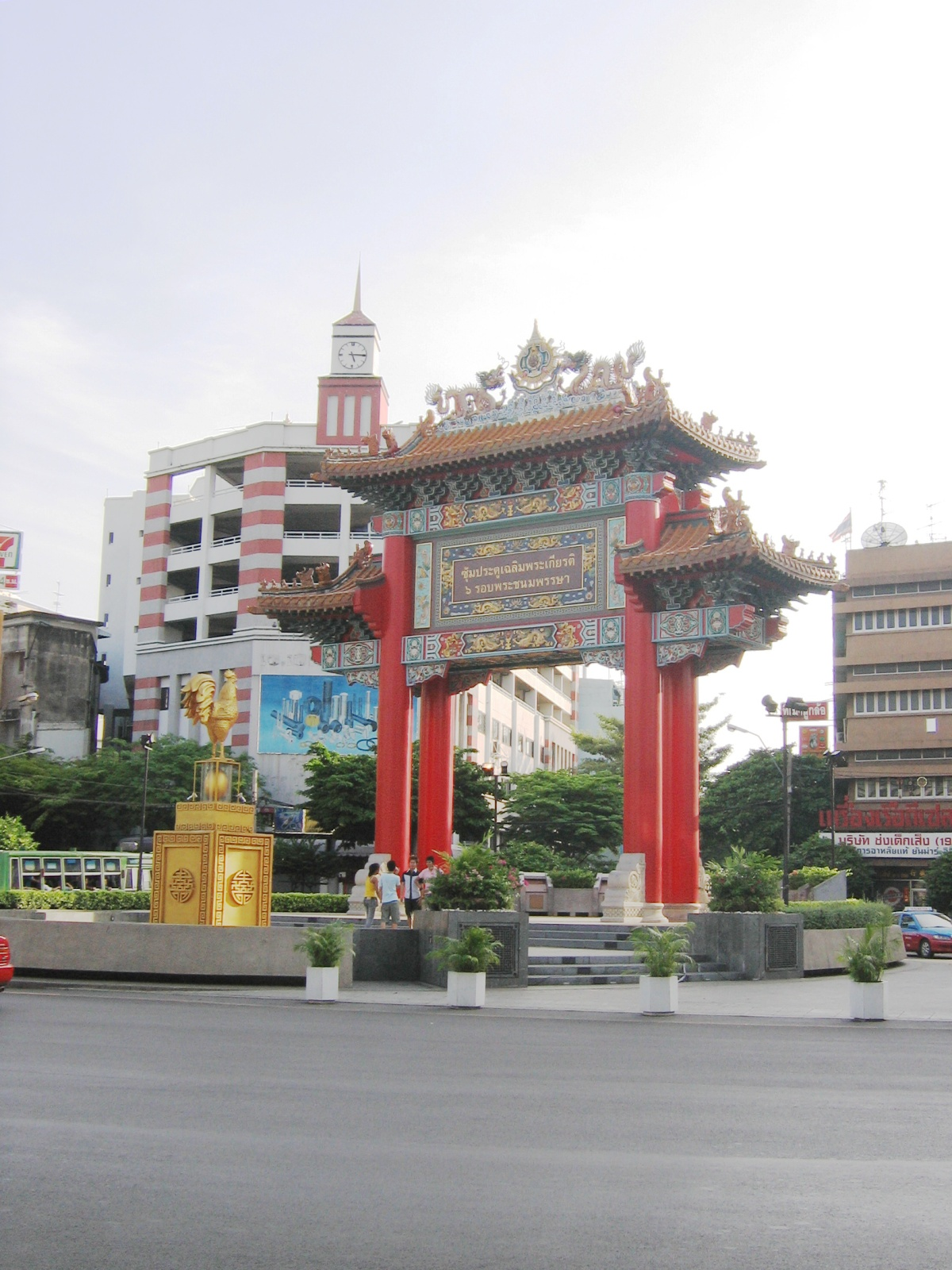
Chinesisches Tor am Beginn der Yaowarat-Straße

Als Feldmarschall Sarit Thanarat 1958 die Macht übernahm, gab er die Politik der Förderung von Staatsbetrieben und die Behinderung der – oft von ethnischen Chinesen geführten – Privatunternehmen auf. Stattdessen investierte er in die Infrastruktur, was die wirtschaftliche Entwicklung und das Wachstum von privat geführten Konzernen begünstigte. Auch ausländische Investoren waren nun erwünscht. Sie wählten oftmals sinothailändische Geschäftsleute als lokale Partner. Von ethnischen Chinesen gegründete Unternehmen trugen maßgeblich zum thailändischen „Wirtschaftswunder“ der 1960er-Jahre bei. Dabei waren sie beinahe konkurrenzlos. Weder gab es bedeutende Unternehmer, die ethnische Thai waren, noch spielten Niederlassungen ausländischer Konzerne oder staatliche Banken und Industrieunternehmen eine nennenswerte Rolle. Chinesischstämmige Unternehmer und Bankiers wurden aber weiterhin nicht selbst politisch aktiv, sondern versuchten ihre Interessen durch die Patronage mächtiger Beamter oder Militärs zu verfolgen.
Dies änderte sich nach dem demokratischen Volksaufstand 1973. Chinesischstämmige Geschäftsleute gingen nun oft selbst in die Politik, ließen sich ins Parlament wählen, gründeten oder unterstützten politische Parteien. Seit dem neuerlichen Übergang zur Mehrparteiendemokratie 1988 waren fast alle Vorsitzenden wichtiger Parteien und Ministerpräsidenten zumindest teilweise chinesischer Abstammung. Sinothailändische Großunternehmer und ihre Konzerne profitierten in besonderem Maße vom Wirtschaftsboom der 1980er-Jahre, waren aber auch stark von der Asienkrise 1997/98 betroffen. Sie haben zunehmend auch Thai in Managerpositionen berufen, sodass sich die ethnischen Trennlinien hier nicht mehr so stark auswirken. In neuerer Zeit finden chinesischstämmige Unternehmer ihren ethnischen Hintergrund angesichts der zunehmenden Wirtschaftsbeziehungen mit China aber auch nützlich.

## Bedeutende chinesischstämmige Thailänder
- König Taksin (1734–1782)
- König Rama I. (Phra Phutthayotfa Chulalok; 1737–1809)
- König Rama IV. (Mongkut; 1804–1868)
- Chin Sophonpanich (1910–1988) und Familie, über mehrere Generationen Topmanager der Bangkok Bank[9]
- Boonchu Rojanasathien (1921–2007), Manager der Bangkok Bank, „Wirtschaftszar“, Finanzminister[40]
- Chatichai Choonhavan (1922–1998), Ministerpräsident 1988–1991[40]
- Banharn Silpa-archa (1932–2016), Ministerpräsident 1995–1996[9]
- Chavalit Yongchaiyudh (* 1932), Ministerpräsident 1996–1997[40]
- Chamlong Srimuang (* 1935), Gouverneur von Bangkok 1985–1992, Co-Anführer der „Gelbhemden“
- Chuan Leekpai (* 1938), Ministerpräsident 1992–1995, 1997–2001[9]
- Dhanin Chearavanont (* 1938) und Familie, Eigentümer des Mischkonzerns Charoen Pokphand
- Charoen Sirivadhanabhakdi (* 1944), Gründer und Eigentümer von Thai Beverage (bekannt für Chang-Bier)[43]
- Sondhi Limthongkul (* 1947), Medienunternehmer, Co-Anführer der „Gelbhemden“
- Thaksin Shinawatra (* 1949), Telekommunikationsunternehmer, Ministerpräsident 2001–2006[9]
- Weng Tojirakarn (* 1951), Co-Anführer der „Rothemden“
- Somkid Jatusripitak (* 1953), Wirtschaftswissenschaftler, ehemaliger Finanzminister[44]
- Abhisit Vejjajiva (* 1964), Ministerpräsident 2008–2011
- Yingluck Shinawatra (* 1967), Managerin, Ministerpräsidentin 2011–2014
- China Dolls, Pop-Duo

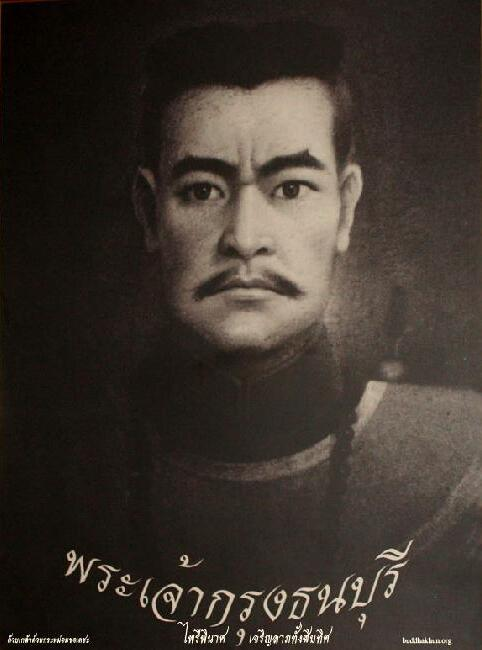
König Taksin
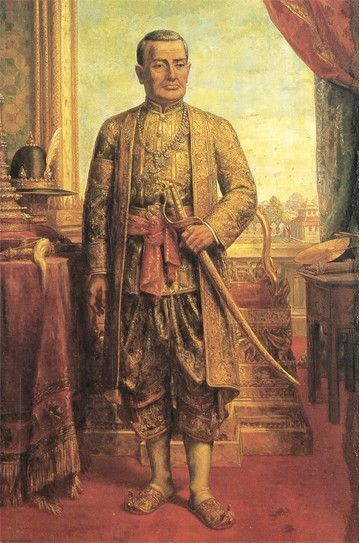
König Rama I.
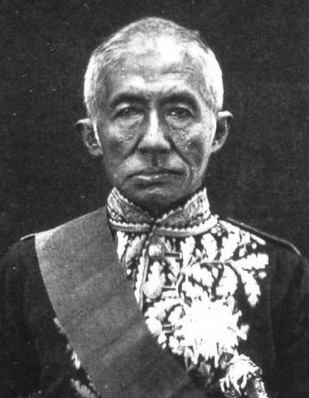
König Mongkut
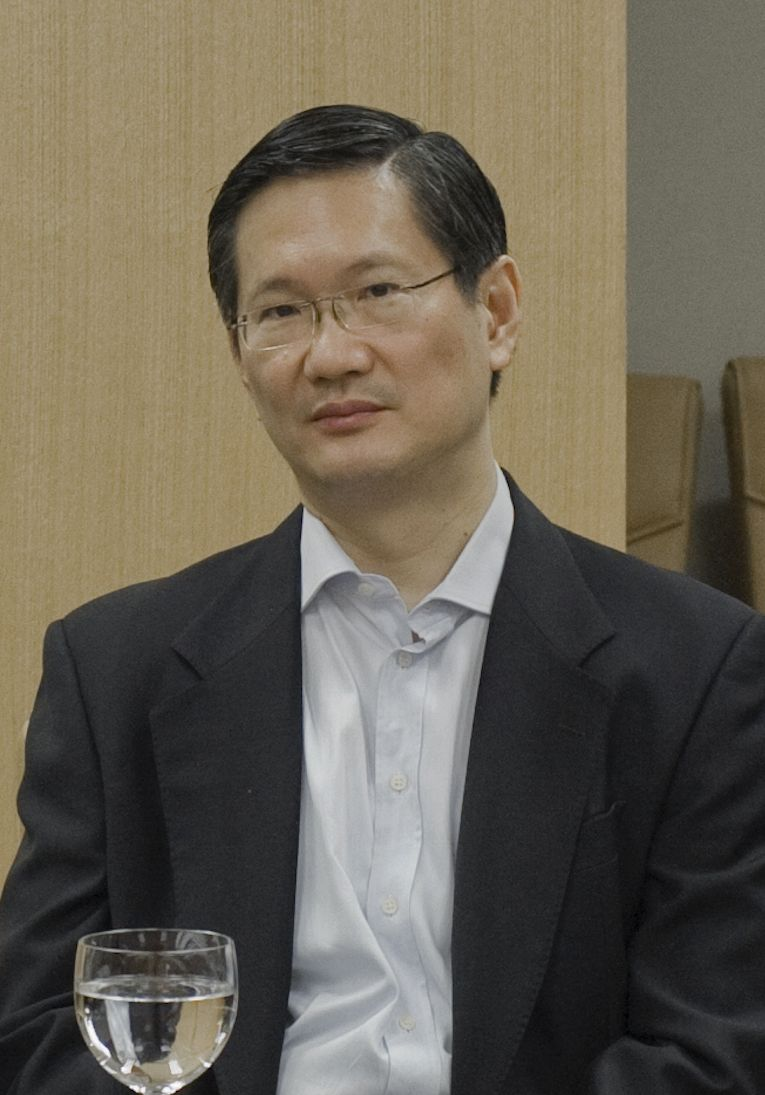
Chartsiri Sophonphanich (Enkel von Chin)
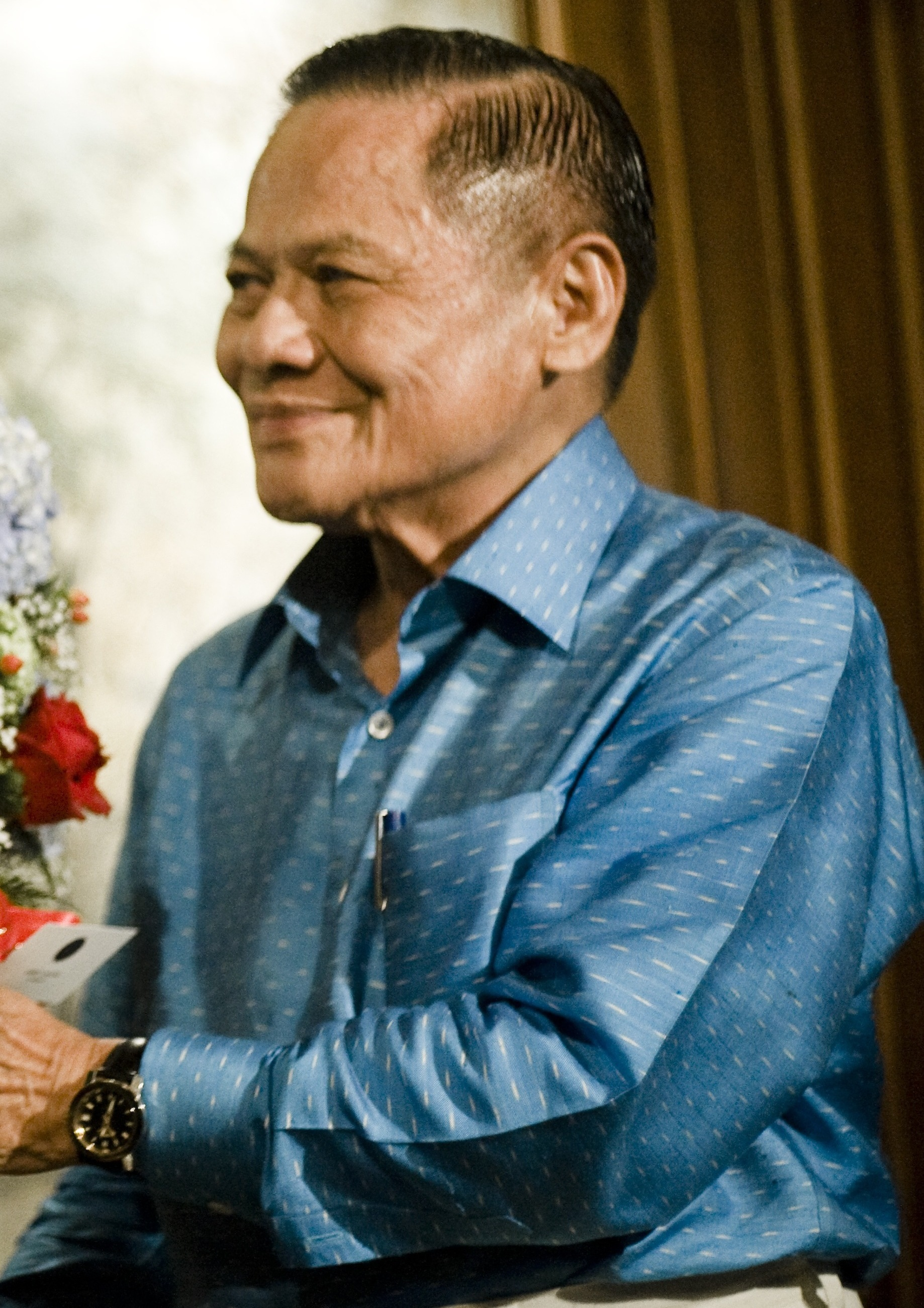
Banharn Silpa-archa
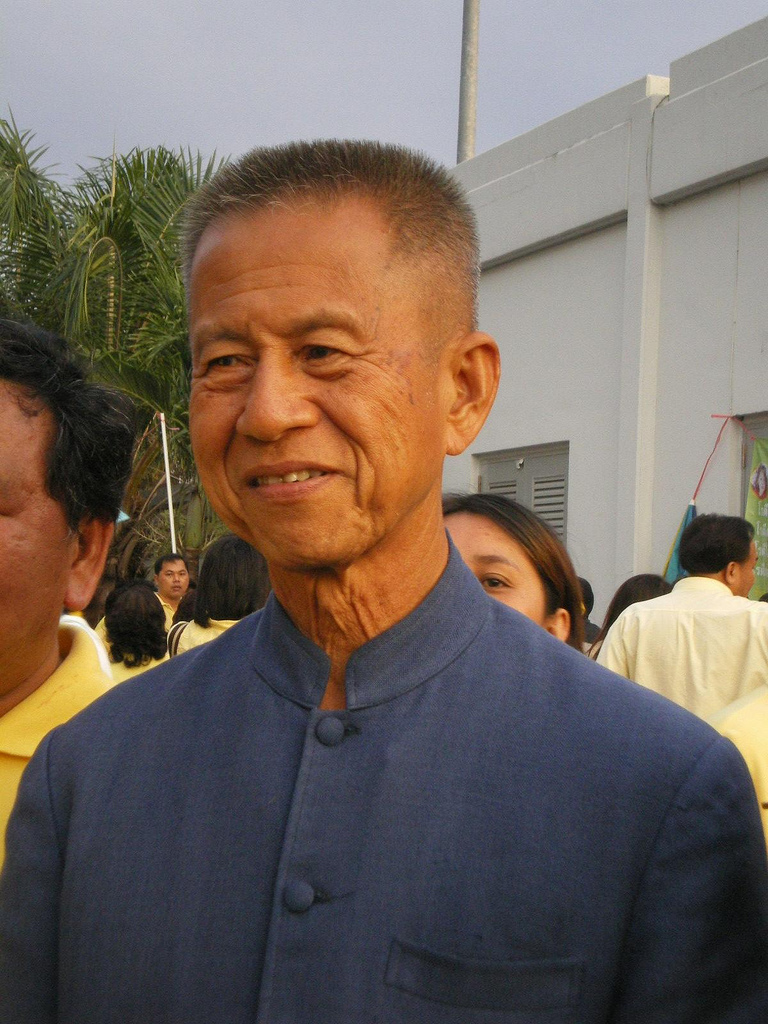
Chamlong Srimuang
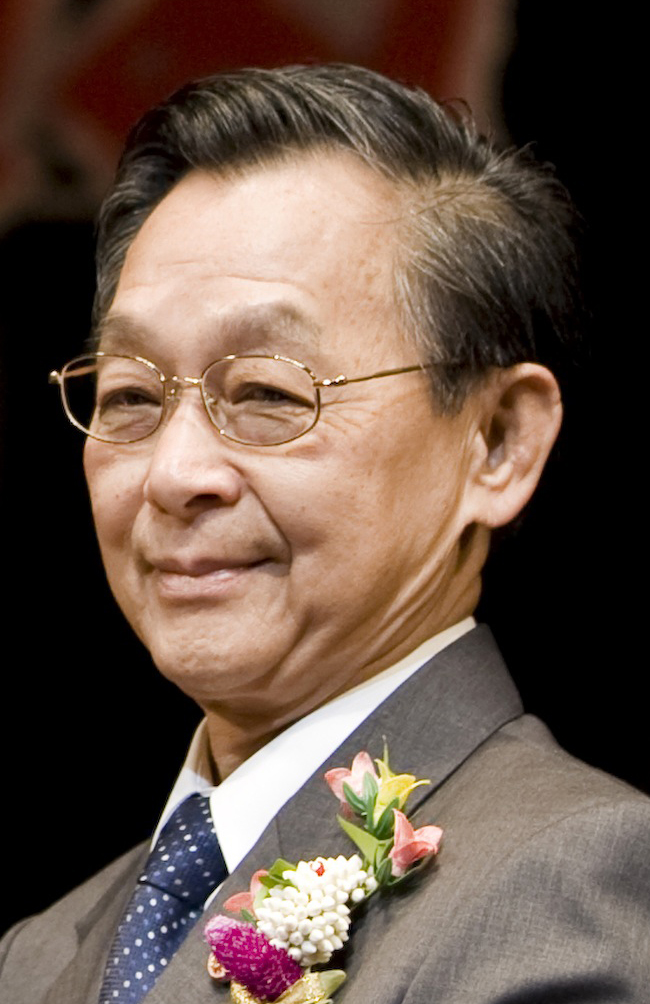
Chuan Leekpai
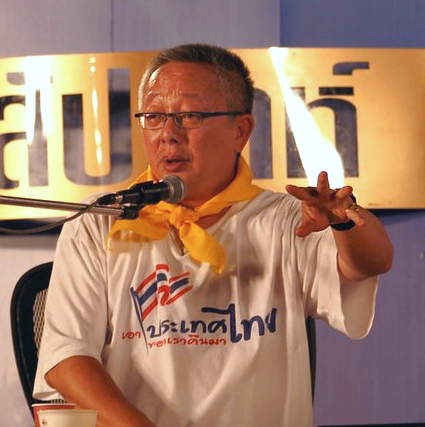
Sondhi Limthongkul
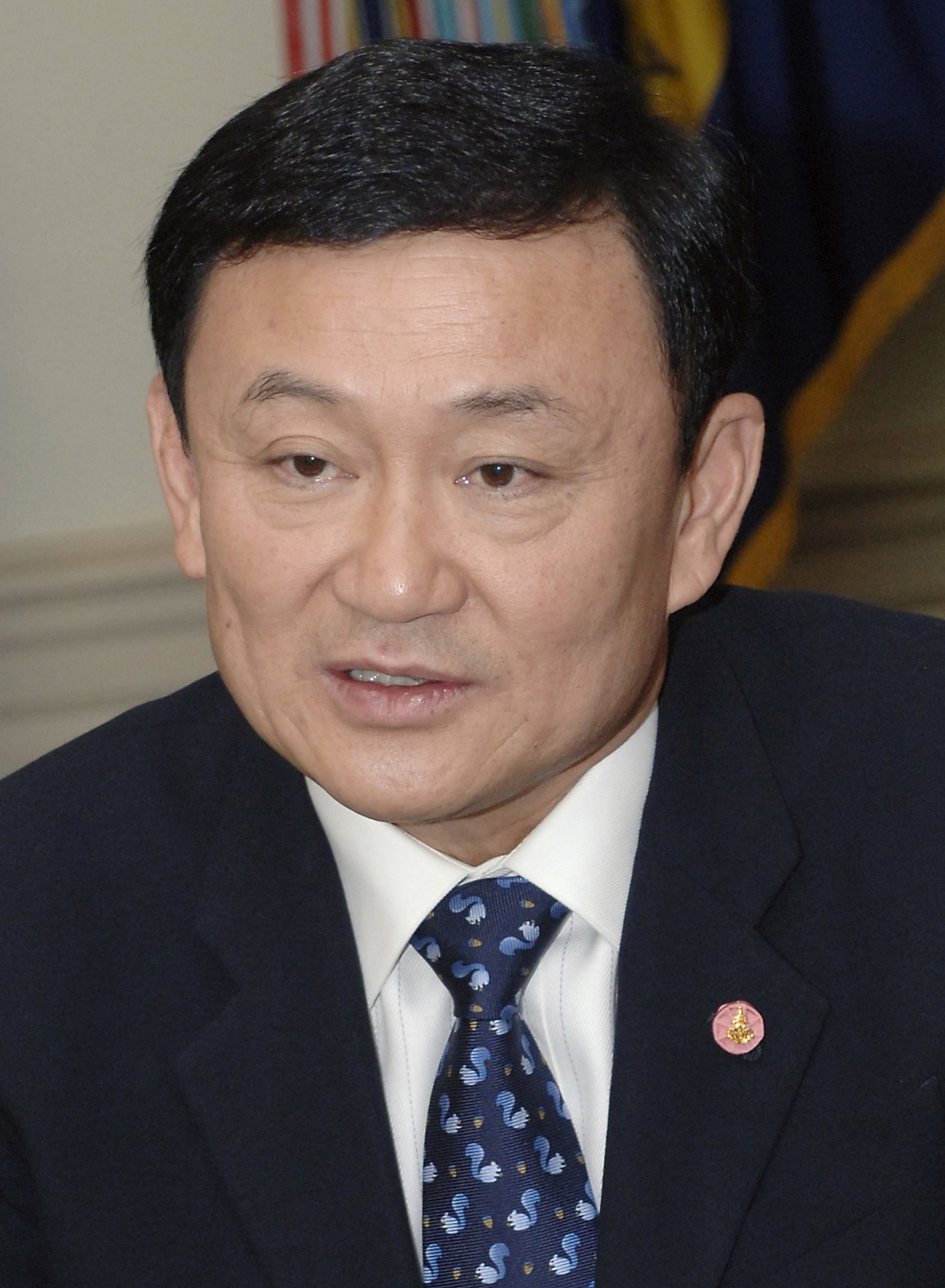
Thaksin Shinawatra
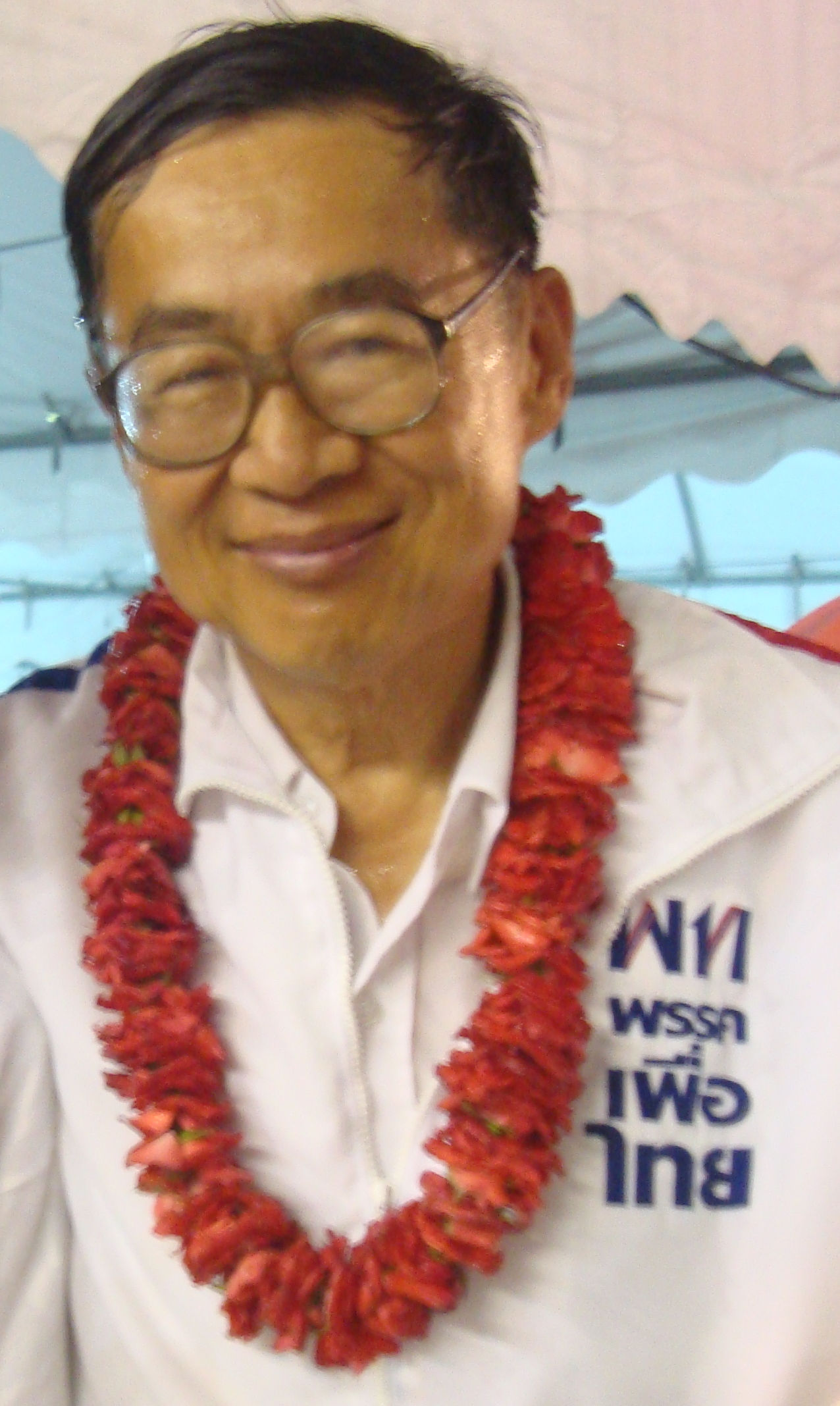
Weng Tojirakarn
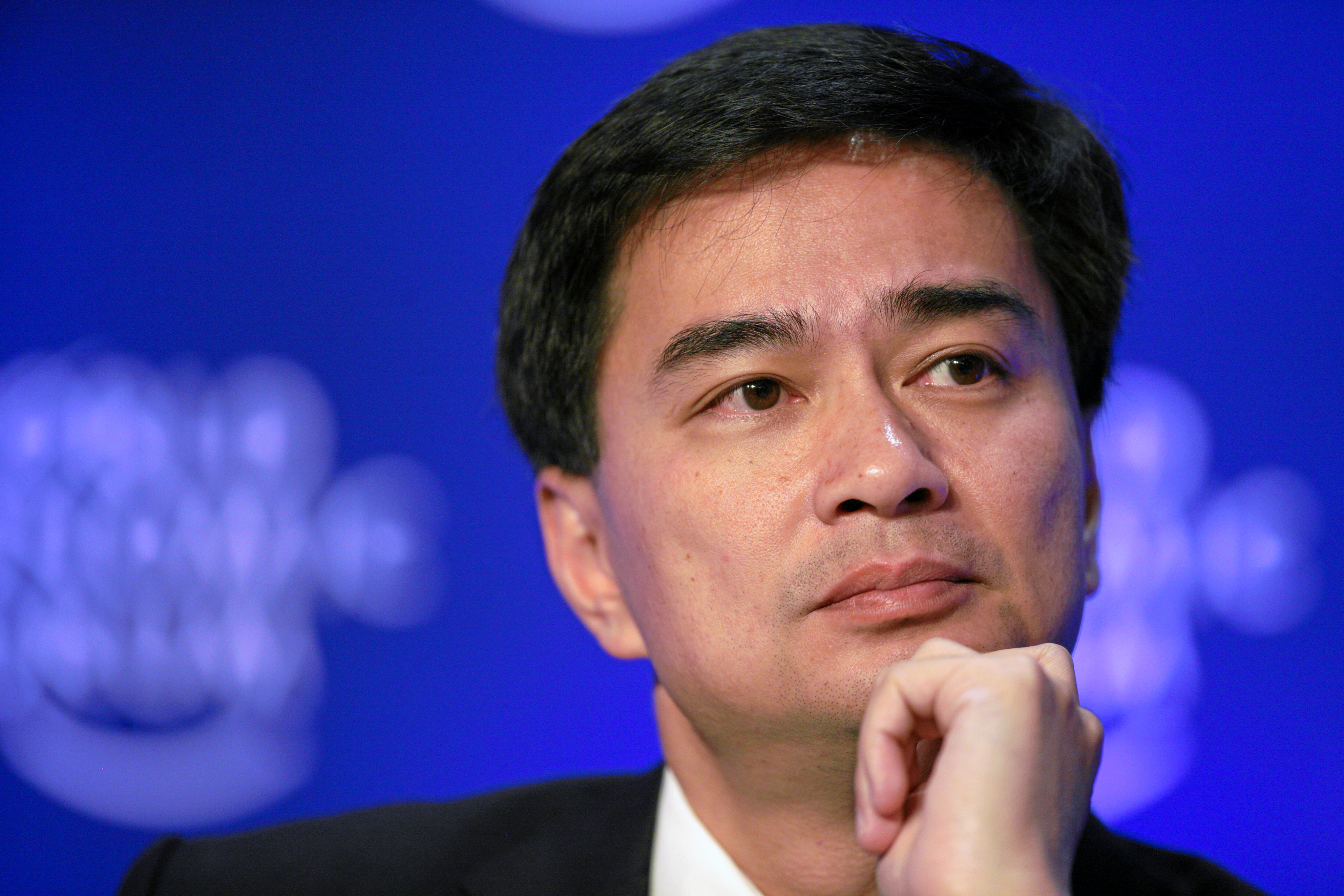
Abhisit Vejjajiva
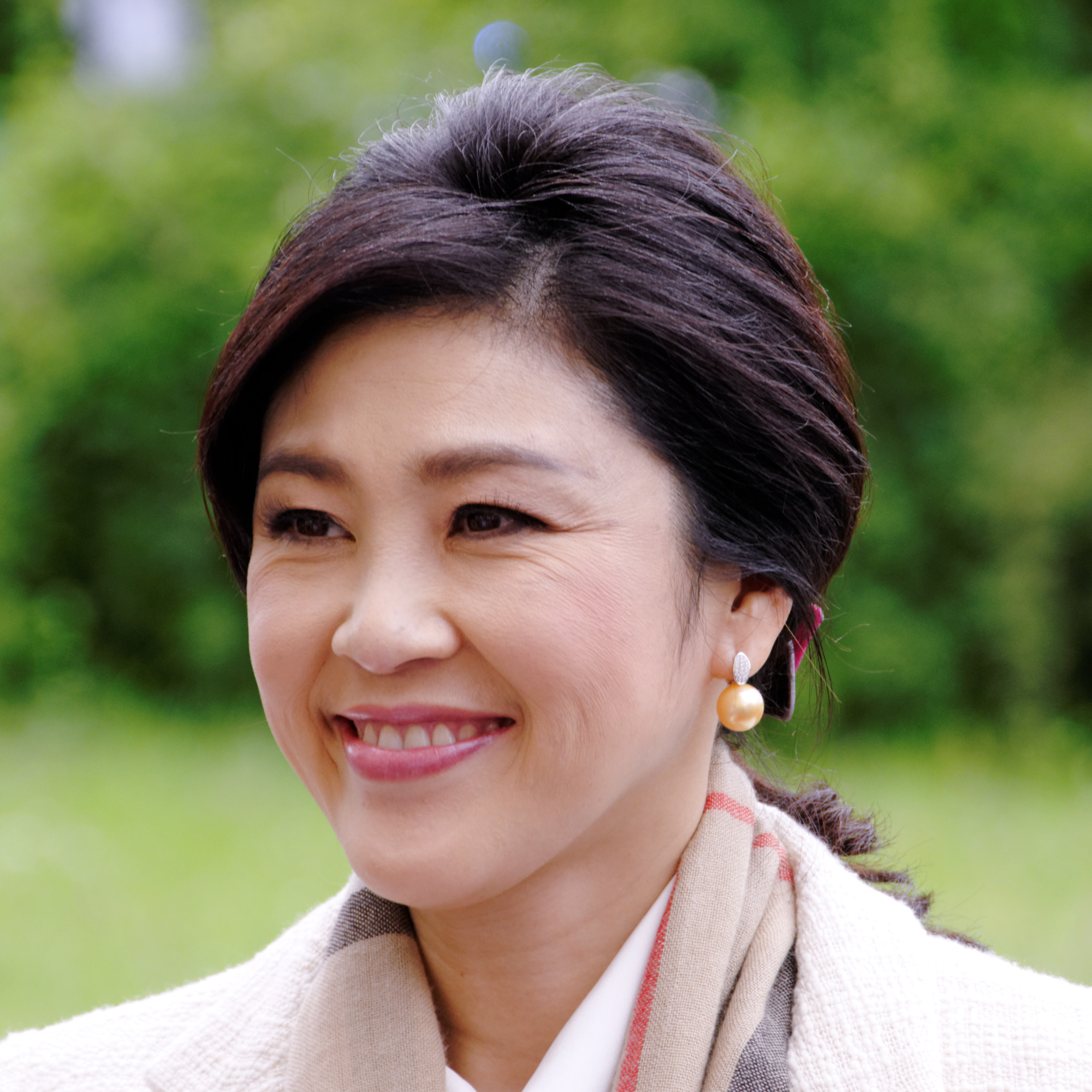
Yingluck Shinawatra